# 도쿠히메 (1565년)

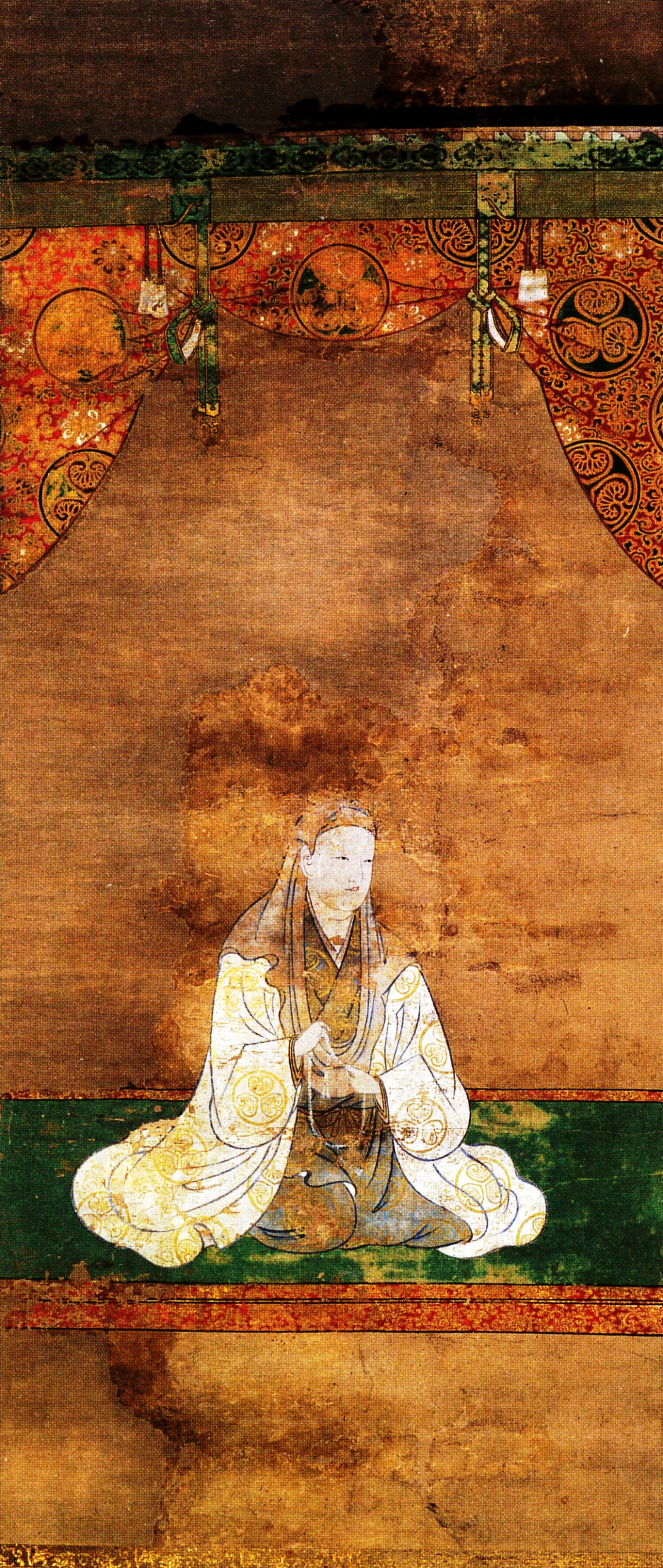
토쿠히메 (료세이인) 초상화 (도쿄국립박물관 소장)

토쿠히메(일본어: 督姫 とくひめ[*], 에이로쿠 8년 (1565년) 또는 덴쇼 3년 11월 11일 (1575년 12월 13일) - 게이초 20년 2월 4일 (1615년 3월 3일))는 아즈치모모야마 시대부터 에도 시대 전기에 걸쳐 살은 여성이다. 도쿠가와 이에야스의 차녀이다. 어머니는 이에야스의 측실 니시코오리노츠보네 (우도노 나가모치의 딸)이다. 본명은 후우(ふう)이다. 다른 이름으로는 토미코(富子), 하리마고젠(播磨御前), 료세이인(良正院)이다.

## 생애
미카와국에서 태어났다. 마츠다이라 노부야스, 유우키 히데야스, 도쿠가와 히데타다, 마츠다이라 타다요시, 마츠다이라 타다테루 등은 이복형제, 카메히메, 후리히메는 이복자매이다.
덴쇼 10년 (1582년), 혼노지의 변으로 아버지의 동맹이었던 오다 노부나가가 사망하고, 카이국과 시나노국이 주인이 없는 무주공산이 되자, 아버지와 호죠 우지나오에 의한 고신 지방을 둘러싼 영토 다툼이 시작되었다 (덴쇼진고의 난). 당시 도쿠가와씨와 호죠씨를 비교하면, 국력면이나 동원병 수에 있어서는 호죠씨가 앞었으나, 쿠로코마 전투, 시나노 호족의 포섭에서는 도쿠가와씨가 유리한 상황이었다. 이대로 싸우면 타격을 받는다고 생각한 두 진영은, 옛 오다령의 카이와 시나노를 도쿠가와씨가, 코즈케국을 호죠씨가 다스리는 것으로 서로 인정하고 종전을 하였다. 이때의 종전 조건의 하나로, 덴쇼 11년 (1583년) 8월 15일, 토쿠히메가 우지나오의 정실로 시집을 갔다. 도쿠히메는 우지나오와의 사이에서 2녀를 낳았다.
덴쇼 18년 (1590년), 도요토미 히데요시의 오다와라 정벌로 센고쿠 다이묘로서의 호죠씨가 멸망하였다. 이때 우지나오는 장인 이에야스의 구명 탄원으로, 히데요시로부터 구명을 받아 고야산으로 유배되었다. 토쿠히메는 나중에 사면된 우지나오와 함께 고국으로 돌아가다가, 이듬해 덴쇼 19년 (1591년), 우지나오가 사망하자 친정으로 돌아갔다.
또한, 우지나오와의 사이에서 낳은 두 딸이 있는데, 한 명은 분로쿠 2년 (1593년)에 사망하고, 摩尼珠院殿妙勝童女라는 계명을 받았으며 (본명은 알려지지 않음), 또 다른 딸인 만히메는 게이초 7년 (1602년) 11월 20일에 사망하였다. 게이초 8년 (1603년) 3월 1일에, 백일제 법회의 공양미가 교토의 혼젠지로 보내졌다. 셋츠 카와베군 나카스지무라 (현 효고현 다카라즈카시)의 촌민들이 소작료로 내는 쌀로 어려움을 겪자, 혼젠지로부터 공양미를 나눠받기 위해, 일련종으로 개종해 만히메의 법명을 딴 묘겐지를 지었다.
분로쿠 3년 (1594년) 12월 27일, 히데요시의 주선으로 이케다 테루마사와 재혼했다. 이때 호죠씨에게 전해지던 「酒呑童子絵巻」 (카노 모토노부 그림, 현재는 산토리 미술관 소장)과 後三年合戦絵詞」 (중요문화재, 도쿄국립박물관 소장)을 지참했다. 테루마사와 부부 관계는 좋아서 둘 사이에서 5남 2녀를 두었다.
게이초 14년 (1609년) 4월 2일에 아들 이케다 타다츠구, 타다오, 테루즈미를 데리고 슨푸의 이에야스를 만나러 갔다. 총 5천여 명의 엄청난 행렬이었다고 한다. 세 아들은 이때, 8살의 도쿠가와 요리노부와 함께 노가쿠를 연기했다. 그렇게 토쿠히메와 아들들은 5월 5일까지 머물렀다. 이때 토쿠히메는 어머니 니시코오리노츠보네를 위해 자신이 이에야스와 같은 정토종으로 개종하는 것을 조건으로 테루즈미의 종교를 일련종으로 할 것을 이에야스에게 청하였고, 이를 인정받았다.
게이초 18년 1월 25일 (1613년 3월 16일)에 남편 이케다 테루마사가 사망했다. 5월 27일에는 테루마사의 사망에 따른 상속 처리때문인지 슨푸에 도착하였다. 6월 22일에 귀국했지만, 이에야스의 배려로 테루마사를 잃은 토쿠히메를 위로하기 위해서 그때까지 머물게 하였다고 한다.
게이초 19년 (1614년)의 오사카 겨울의 진에서는 이케다 타다츠구가 출진해, 그의 가신인 칸 곤노스케로부터 전황이나 타다츠구의 활약에 대한 편지를 주고받았다.
게이초 20년 (1615년), 이에야스를 만나기 위해 머물고 있었던 니죠성에서 천연두에 걸려 향년 41세 또는 51세의 나이로 사망했다.
법명은 양정원전융단지광경안대선정니(良正院殿隆譽智光慶安大禅定尼), 화광원전묘춘일엄(華光院殿妙春日厳)이다. 묘소는 치온인의 탑두 료세이인 (교토시 히가시야마구)이다.
무덤은 치온인 산허리에 있는 묘지 안에 있다. 도쿄국립박물관에는 비구니의 모습을 그린 "료세이인 초상화"가 소장되어 있다.
겐나 2년 (1616년), 테루마사의 장남 이케다 토시타카는 계모인 토쿠히메의 뒤를 따르듯 사망했다. 토시타카의 남은 자녀 이케다 미츠마사는 오카야마번 번주가 되어, 후에 혼다 타다토키와 센히메 (히데타다의 딸로, 토쿠히메의 조카)의 장녀 카츠히메를 정실로 맞이했다.

## 자녀
- 첫번째 남편 : 호죠 우지나오[주석 4]
  - 딸 : 마니슈인(摩尼珠院) - 분로쿠 2년 (1593년)에 요절
  - 딸 : 만히메(万姫)[18] - 게이초 7년 (1602년) 11월 20일[5]에 사망[주석 5]. 법명은 宝珠院殿華庵宗春大禅定尼, 縁了院殿秀真妙幻이다. 교토 혼젠지 탑두 신죠인의 할머니 니시코오리노츠보네의 묘 왼쪽에 있는 무덤이 만히메의 무덤이다. 또한 돗토리시 쇼에이산 묘요지에 초상화가 있다.
- 두번째 남편 : 이케다 테루마사[2][19]
  - 딸 : 센히메 (챠챠히메) - 게이초 원년 (1596년) 8월 3일생. 숙부 도쿠가와 히데타다의 양녀로써 쿄고쿠 타카히로와 결혼
  - 아들 : 이케다 타다츠구 - 게이초 4년 (1599년) 2월 18일, 후시미 이케다 저택에서 출생. 아명은 후지마츠마루(藤松丸)
  - 아들 : 이케다 타다카츠 - 게이초 7년 (1602년) 10월 18일, 히메지성에서 출생. 아명 카츠고로(勝五郎)
  - 아들 : 이케다 테루즈미 - 게이초 9년 (1604년) 출생. 아명 마츠치요(松千代)
  - 아들 : 이케다 마사츠나 - 게이초 10년 (1605년) 출생. 아명 이와마츠(岩松)
  - 딸 : 후리히메 - 게이초 12년 (1607년) 4월 21일 출생. 요절한 숙모 이치히메를 대신해 다테 타다무네와 결혼
  - 아들 : 이케다 테루오키 - 게이초 16년 (1611년) 1월 15일 출생. 아명 쇼시치로(小七郎)

## 도쿠히메의 생년에 대하여
출생년도가 에이로쿠 8년으로 하는 사료와 덴쇼 3년으로 하는 사료가 모두 존재하는데, 에이로쿠 8년설의 경우, 막내 테루오키를 출산했을 때의 토쿠히메의 나이는 47세가 된다.
덴쇼 3년설에서도 호죠 우지나오와 결혼했을 때의 나이는 9살이되어, 우지나오와 사별한 17세 전후까지 2녀를 둔 셈이 된다.
현 시점에서는 출생년도를 검증할 만한 논문은 없으나, 토쿠히메의 사망년도에 "토쿠히메가 천연두를 앓았는데, 사십여세이므로 그 밖의 대의이다"라는 취지의 기술이 있어, 향년 41세로 하는 덴쇼 3년설과 일치한다. 기엔이 토쿠히메의 나이를 착각했을 가능성도 있지만, 기엔은 테루마사 사후에 토쿠히메로부터 타다츠구의 신상을 위한 기도를 의뢰받았고, 도쿠히메와도 교류가 있기 때문에 나이도 파악했다고 보는 편이 자연스럽다.

## 독 만두 사건의 허구성에 대하여
16살의 나이로 사망한 타다츠구의 죽음에는 다음과 같은 설이 있다.
타다츠구의 어머니인 토쿠히메가 친자 타다츠구를 히메지성 성주로 삼기 위해 의붓아들이자 히메지성 성주였던 토시타카의 암살을 계획하고, 오카야마성 안에서 토시타카가 타다츠구를 대면했을 때, 만두에 독을 넣어 토시타카에게 권하려 했다. 하녀가 손바닥에 "독(どく)"이라고 써보이자, 토시타카는 손을 대지 않았는데, 이를 알아차린 타다츠구는 토시타카의 독이 든 만두를 빼앗어 먹다 사망했다. 이렇게 몸소 맏형이자 정적(正嫡)인 토시타카를 지켰다고 한다. 또 토쿠히메도 이를 부끄러워해 독이 든 만두를 먹고 사망한 것으로 알려졌다.
사실, 타다츠구는 게이초 20년 (1615년) 2월 23일, 오카야마성 내에서 천연두로 사망했고, 토쿠히메는 같은 해 2월 4일, 니죠성에서 사망했기 때문에, 사망한 장소와 순서, 사망 원인 모두에 대해 다른 점이 있다. 이케다가는 토시타카계와 타다츠구계로 나뉘어 각각의 후손이 오카야마번과 돗토리번의 번주가 되었지만, 양쪽 번의 사료에서 독살은 부정하고 있다. 더불어 토시타카의 적남 미츠마사는 타다츠구의 뒤를 이은 타다오가 사망했을 때, 친밀한 관계를 엿볼 수 있는 추모가를 남겨서, 위와 같은 경위가 있었다고 보기 어렵다.
또한, 쇼와 53년 (1978년), 타다츠구묘(忠継廟) 이전 당시, 발굴조사를 실시하였으며, 이때 독살 의혹 검증을 위해 유해를 조사하였다. 그 결과, 독극물은 검출되지 않았다.

### 참조주
1. ↑  『도쿠가와 막부 가보(徳川幕府家譜)』
2. 1 2  《『池田氏家譜集成』巻30収録『因州鳥取慶安寺略記』》. 69–71쪽.
3. ↑  『막부조윤전(幕府祚胤伝)』
4. ↑  《『池田氏家譜集成』巻30収録『因州鳥取慶安寺略記』》. 69쪽.
5. 1 2  《『蓮葉院余光記』》. 2018년 12월 30일에 확인함.
6. ↑  “中筋村の飢饉”. 효고현 다카라즈카시. 2018년 12월 30일에 원본 문서에서 보존된 문서. 2018년 12월 30일에 확인함.
7. ↑  《『言経卿記』》.
8. 1 2  《『当代記』》. 2018년 12월 30일에 확인함.
9. ↑  “町指定文化財 蓮華寺礼盤”. 효고현 하리마정. 2018년 12월 30일에 확인함.
10. ↑  《『当代記』》. 2018년 12월 30일에 확인함.
11. ↑  《『寛政重修諸家譜』》. 2018년 12월 30일에 확인함.
12. ↑  《『譜牒余録』》. 2018년 12월 30일에 확인함.
13. ↑  《『駿府記』》. 2018년 12월 30일에 확인함.
14. ↑  《『徳川実紀』》.
15. ↑  돗토리현립박물관. 《昭和54年度『資料調査報告集 第七集 「菅家文書」「乾家文書」』「菅家文書」22、23、24 良正院局書状》 (PDF). 2018년 12월 30일에 확인함.
16. ↑  《『本光国師日記』》.
17. ↑  후쿠야마산 본교사에 있는 토쿠히메의 초상화 뒷면에 쓰인 글에서
18. ↑  오카지마 마사요시. 《『因府年表』》.
19. ↑  《『池田氏家譜集成』巻１》. 26–27쪽.
20. ↑  《『池田氏家譜集成』巻30『慶安寺覚書』》. 75쪽.
21. ↑  《『義演准后日記』元和元年正月晦日の条》. 2018년 12월 30일에 확인함.
22. ↑  《『義演准后日記』元和元年六月十六日の条》.
23. ↑  《『武徳編年集成』》.
24. ↑  《『池田家履歴略記』文禄三年甲午　良正院殿入輿》.
25. ↑  《『池田氏家譜集成』》.
26. ↑  “『池田忠雄追悼歌』”. 林原美術館. 2018년 5월 20일에 확인함.

### 내용주
1. ↑  토쿠히메의 외할머니는 이마가와 우지치카의 딸이며, 즈이케이인과는 자매가 되기 때문에, 즈이케이인의 손자인 우지나오와는 재종남매 관계이다
2. ↑  여기서 나오는 이케다 테루마사의 딸은 사망년도, 원호, 계명 등이 만히메와 일치하고 있어, 테루마사의 양녀가 된 만히메인 것을 알 수 있다
3. ↑  이 연회에 관한 4월 19일자 이케다 테루마사 서장이 돗토리현립박물관에 소장되어있다. 『因州藩の能楽』155페이지
4. ↑  두 자녀의 순서는 사망년도 순서이며, 자매의 출생년도와 일치하지 않을 수 있다.
5. ↑  『因府年表』에서는 이케다 토시타카의 약혼자라 쓰여있고, 『池田氏家譜集成 池水記』에서는 묘겐인(妙玄院 (법명이 오기된 것으로 생각됨))이 죽었을 때 17세였다고 하는 기술이 있다
6. ↑  실제 나이로는 대략 45세 전후가 되며, 현대에도 노산의 범위가 된다
7. ↑  우지나오와는 13살 차이가 난다. 당시 결혼에는 남편과 나이 차가 많이 나는 것은 흔한 일이지만, 초혼으로 아이도 없는 우지나오가 아직 출산 경험도 없는 나이의 여성을 정실로 맞이한 셈이다